# دورانت براون
دورانت براون (بالإنجليزية: Durrant Brown)‏ (مواليد 8 يوليو 1964) هو لاعب كرة قدم. يلعب مع منتخب جامايكا لكرة القدم. سبق له أن لعب في كأس العالم لكرة القدم مع منتخب بلاده.

## روابط خارجية
- دورانت براون على موقع الاتحاد الدولي (مؤرشف)  (الإنجليزية)
- دورانت براون على موقع قاعدة بيانات كرة القدم.إي يو (الإنجليزية)
- دورانت براون على موقع ناشيونال فوتبول تيمز (الإنجليزية)